# Kihei
Kihei é uma Região censo-designada localizada no estado americano de Havaí, no Condado de Maui.

## Demografia
Segundo o censo americano de 2000, a sua população era de 16.749 habitantes.

## Geografia
De acordo com o United States Census Bureau tem uma área de
30,8 km², dos quais 26,3 km² cobertos por terra e 4,5 km² cobertos por água.

## Localidades na vizinhança
O diagrama seguinte representa as localidades num raio de 16 km ao redor de Kihei.